# Grand Prix San Marino 1992
Grand Prix San Marino 1992 (oryg. Gran Premio di San Marino) – piąta runda Mistrzostw Świata Formuły 1 w sezonie 1992, która odbyła się 15 - 17 maja 1992, po raz 12. na torze Imola.
12. Grand Prix San Marino, 12. zaliczane do Mistrzostw Świata Formuły 1.

## Wyniki

### Kwalifikacje
| P                       | Nr | Kierowca             | Konstruktor(-silnik)    | Opony | Czas     | Odstęp   | Strata   |
| ----------------------- | -- | -------------------- | ----------------------- | ----- | -------- | -------- | -------- |
| 1                       | 5  | Nigel Mansell        | Williams-Renault        | G     | 1:21.842 | -        | -        |
| 2                       | 6  | Riccardo Patrese     | Williams-Renault        | G     | 1:22.895 | 0:01.053 | 0:01.053 |
| 3                       | 1  | Ayrton Senna         | McLaren                 | G     | 1:23.086 | 0:00.201 | 0:01.244 |
| 4                       | 2  | Gerhard Berger       | McLaren                 | G     | 1:23.418 | 0:00.332 | 0:01.576 |
| 5                       | 19 | Michael Schumacher   | Benetton-Ford           | G     | 1:23.701 | 0:00.283 | 0:01.859 |
| 6                       | 20 | Martin Brundle       | Benetton-Ford           | G     | 1:23.904 | 0:00.203 | 0:02.062 |
| 7                       | 27 | Jean Alesi           | Ferrari                 | G     | 1:23.970 | 0:00.066 | 0:02.128 |
| 8                       | 28 | Ivan Capelli         | Ferrari                 | G     | 1:24.192 | 0:00.222 | 0:02.350 |
| 9                       | 9  | Michele Alboreto     | Footwork-Mugen          | G     | 1:24.706 | 0:00.484 | 0:02.834 |
| 10                      | 25 | Thierry Boutsen      | Ligier                  | G     | 1:25.043 | 0:00.337 | 0:03.171 |
| 11                      | 10 | Aguri Suzuki         | Footwork-Mugen          | G     | 1:25.134 | 0:00.091 | 0:03.262 |
| 12                      | 16 | Karl Wendlinger      | Leyton House            | G     | 1:25.483 | 0:00.349 | 0:03.611 |
| 13                      | 26 | Erik Comas           | Ligier                  | G     | 1:25.543 | 0:00.060 | 0:03.671 |
| 14                      | 4  | Andrea de Cesaris    | Tyrrell                 | G     | 1:25.637 | 0:00.093 | 0:03.764 |
| 15                      | 22 | Pierluigi Martini    | Scuderia Italia-Ferrari | G     | 1:25.838 | 0:00.201 | 0:03.965 |
| 16                      | 21 | JJ Lehto             | Scuderia Italia-Ferrari | G     | 1:25.865 | 0:00.027 | 0:03.992 |
| 17                      | 30 | Ukyo Katayama        | Larrousse-Lamborghini   | G     | 1:25.982 | 0:00.117 | 0:04.109 |
| 18                      | 33 | Mauricio Gugelmin    | Jordan Grand Pirx       | G     | 1:26.056 | 0:00.074 | 0:04.283 |
| 19                      | 29 | Bertrand Gachot      | Larrousse-Lamborghini   | G     | 1:26.182 | 0:00.126 | 0:04.409 |
| 20                      | 3  | Olivier Grouillard   | Tyrrell                 | G     | 1:26.404 | 0:00.278 | 0:04.687 |
| 21                      | 24 | Gianni Morbidelli    | Minardi-Lamborghini     | G     | 1:26.681 | 0:00.403 | 0:05.090 |
| 22                      | 15 | Gabriele Tarquini    | Fondmetal               | G     | 1:26.765 | 0:00.362 | 0:05.452 |
| 23                      | 32 | Stefano Modena       | Jordan                  | G     | 1:26.774 | 0:00.009 | 0:05.461 |
| 24                      | 17 | Paul Belmondo        | March-Ilmor             | G     | 1:27.194 | 0:00.420 | 0:05.681 |
| 25                      | 23 | Christian Fittipaldi | Minardi-Lamborghini     | G     | 1:27.229 | 0:00.035 | 0:05.716 |
| 26                      | 12 | Johnny Herbert       | Lotus                   | G     | 1:27.270 | 0:00.041 | 0:05.757 |
| Nie zakwalifikowali się |    |                      |                         |       |          |          |          |
|                         | 11 | Mika Hakkinen        | Lotus                   | G     | 1:27.437 | 0:00.397 | 0:06.154 |
|                         | 14 | Andrea Chiesa        | Fondmetal               | G     | 1:27.756 | 0:00.319 | 0:06.473 |
|                         | 8  | Damon Hill           | Brabham-Judd            | G     | 1:28.423 | 0:00.667 | 0:07.140 |
|                         | 7  | Eric van de Poele    | Brabham-Judd            | G     | 1:28.832 | 0:00.409 | 0:07.549 |
|                         | 34 | Roberto Moreno       | Andrea Moda             | G     | -        | -        | -        |
|                         | 35 | Perry McCarthy       | Andrea Moda             | G     | -        | -        | -        |
| P                       | Nr | Kierowca             | Konstruktor(-silnik)    | Opony | Czas     | Odstęp   | Strata   |

### Wyścig
| P                 | + / –     | Nr | Kierowca             | Konstruktor             | Opony | Okr. | Czas / Strata | Komentarz           |
| ----------------- | --------- | -- | -------------------- | ----------------------- | ----- | ---- | ------------- | ------------------- |
| 1                 | Bez zmian | 5  | Nigel Mansell        | Williams-Renault        | G     | 60   | 1h28:40.927   |                     |
| 2                 | Bez zmian | 6  | Riccardo Patrese     | Williams-Renault        | G     | 60   | +0:09.451     |                     |
| 3                 | Bez zmian | 1  | Ayrton Senna         | McLaren                 | G     | 60   | +0:48.984     |                     |
| 4                 | 2         | 20 | Martin Brundle       | Benetton-Ford           | G     | 60   | +0:53.007     |                     |
| 5                 | 4         | 9  | Michele Alboreto     | Footwork-Mugen          | G     | 59   | +1 okr.       |                     |
| 6                 | 9         | 22 | Pierluigi Martini    | Scuderia Italia-Ferrari | G     | 59   | +1 okr.       |                     |
| 7                 | 11        | 33 | Mauricio Gugelmin    | Jordan Grand Prix       | G     | 58   | +2 okr.       |                     |
| 8                 | 12        | 3  | Olivier Grouillard   | Tyrrell                 | G     | 58   | +2 okr.       |                     |
| 9                 | 4         | 26 | Erik Comas           | Ligier                  | G     | 58   | +2 okr.       |                     |
| 10                | 1         | 10 | Aguri Suzuki         | Footwork-Mugen          | G     | 58   | +2 okr.       |                     |
| 11                | 5         | 21 | JJ Lehto             | Scuderia Italia-Ferrari | G     | 57   | +3 okr.       | silnik              |
| 12                | Bez zmian | 16 | Karl Wendlinger      | Leyton House            | G     | 57   | +3 okr.       |                     |
| 13                | 11        | 17 | Paul Belmondo        | March-Ilmor             | G     | 57   | +3 okr.       |                     |
| 14                | Bez zmian | 4  | Andrea de Cesaris    | Tyrrell                 | G     | 55   | +5 okr.       | układ paliwowy      |
| Niesklasyfikowani |           |    |                      |                         |       |      |               |                     |
|                   |           | 30 | Ukyo Katayama        | Larrousse-Lamborghini   | G     | 40   |               | poślizg             |
|                   |           | 27 | Jean Alesi           | Ferrari                 | G     | 39   |               | kolizja z Bergerem  |
|                   |           | 2  | Gerhard Berger       | McLaren                 | G     | 39   |               | kolizja z Alesim    |
|                   |           | 29 | Bertrand Gachot      | Larrousse-Lamborghini   | G     | 32   |               | poślizg             |
|                   |           | 25 | Thierry Boutsen      | Ligier                  | G     | 29   |               | silnik              |
|                   |           | 32 | Stefano Modena       | Jordan                  | G     | 25   |               | skrzynia biegów     |
|                   |           | 24 | Gianni Morbidelli    | Minardi-Lamborghini     | G     | 24   |               | silnik              |
|                   |           | 15 | Gabriele Tarquini    | Fondmetal               | G     | 24   |               | silnik              |
|                   |           | 19 | Michael Schumacher   | Benetton-Ford           | G     | 20   |               | poślizg/zawieszenie |
|                   |           | 28 | Ivan Capelli         | Ferrari                 | G     | 11   |               | poślizg             |
|                   |           | 23 | Christian Fittipaldi | Minardi-Lamborghini     | G     | 8    |               | skrzynia biegów     |
|                   |           | 12 | Johnny Herbert       | Lotus                   | G     | 8    |               | skrzynia biegów     |
| P                 | + / –     | Nr | Kierowca             | Konstruktor             | Opony | Okr. | Czas / Strata | Komentarz           |

### Najszybsze okrążenie
| Nr | Kierowca         | Konstruktor      | Opony | Czas     | Okr. |
| -- | ---------------- | ---------------- | ----- | -------- | ---- |
| 6  | Riccardo Patrese | Williams-Renault | G     | 1:26.100 | 60   |